# جيان ميشيل جراف
جيان ميشيل جراف هو فيزيائي سويسري، ولد في 14 يوليو 1962.